# Новомихайловка (Татарский район)
Новомиха́йловка — село в Татарском районе Новосибирской области. Административный центр Новомихайловского сельсовета.

## География
Площадь села — 375 гектаров.

## Население
| 2002 | 2007 | 2010 |
| ---- | ---- | ---- |
| 795  | ↘780 | ↘681 |

## Инфраструктура
В селе по данным на 2007 год функционируют 1 учреждение здравоохранения и 2 учреждения образования.